# Nintendo, le magazine officiel
 (novembre 2018).
Si vous disposez d'ouvrages ou d'articles de référence ou si vous connaissez des sites web de qualité traitant du thème abordé ici, merci de compléter l'article en donnant les références utiles à sa vérifiabilité et en les liant à la section « Notes et références ».
Nintendo Magazine était un magazine de jeux vidéo français spécialisé dans l'actualité des consoles et jeux Nintendo. Il était publié dernièrement[Quand ?] par la société M.E.R.7 sous le nom de « Nintendo, le magazine officiel » et était vendu tous les mois au prix de 4,90 euros.

## Historique
Le magazine apparait en réalité pour la première fois en octobre 1997 à l'occasion de la sortie de la Nintendo 64 en France. C'était alors un magazine bimestriel publié par la société Emap France et vendu au prix de 33 Francs, soit environ 5 Euros. Il devint mensuel à partir de septembre 1998. Le magazine disparut en mai 2000 après la publication du numéro 25. Le non-renouvellement de la licence officielle Nintendo et l'actualité Nintendo 64 de moins en moins importante sont les causes de cette brutale interruption.
En mai 2002 à l'occasion de la sortie de la GameCube en France, une nouvelle formule du magazine est mise en vente au prix de 5,99 euros. Le magazine est publié sous le nom de Nintendo, le magazine officiel. La numérotation des anciens magazines n'est pas conservée donc le numéro de mai 2002 est le numéro 1. Le nouveau Nintendo Magazine est édité par la société Future France. Nintendo le Magazine Officiel est un magazine mensuel (pendant l'été, le numéro de juillet est intitulé "juillet/août" et celui d'août "spécial été"). En novembre 2004 lors du numéro 28 une nouvelle formule apparaît. En novembre 2006, lors du numéro 50, le prix passe à 7 euros. À partir du numéro 77 d'avril 2009, le magazine se rapproche de la nouvelle direction prise par Nintendo et change radicalement de design adoptant un style plus sobre et épuré. Chaque numéro suivant apportera son lot de petites modifications.
La sortie du numéro 91, en juillet 2010, est accompagnée de nombreux changements. Une baisse de prix, le magazine étant désormais vendu au prix de 4,90 euros, qui se justifie par une baisse du nombre de pages, et l'utilisation d'un papier recyclé, ainsi que d'une reliure de moins bonne qualité relative au nombre de pages. Mais le plus gros changement réside dans la nouvelle formule du magazine. En effet, alors que Nintendo Magazine a toujours été, depuis sa création, un magazine tout public, il se tourne désormais vers un public plus jeune, d'environ 8 ans, et appartient désormais au groupe Presse jeunesse. Ce changement brutal, sans justification, ni avertissement de la part du magazine, fut très décrié par les lecteurs.
Le magazine est finalement arrêté définitivement avec le numéro 112 de mai - juin 2012 en raison de ventes de plus en plus confidentielles (moins de 5 000 lecteurs sur certains des derniers numéros). Cet arrêt a surpris les lecteurs qui s'attendaient à une nouvelle formule du magazine qu'avait promis la rédaction.

## Rubriques

### Nintendo Magazine (période N64)
- Zoom : c'était la première partie du magazine. Elle était destinée à couvrir un événement important (présentation d'une console, salon de jeux vidéo...).
- News : quelques pages présentant les dernières rumeurs et autres potins de l'industrie du jeu vidéo.
- Preview : à chaque numéro, le magazine faisait la preview d'un gros jeu.
- Tests : le magazine testait les jeux Nintendo 64, Game Boy et Game Boy Color. Le système de notation était sur 100.
- Soluce : à chaque numéro, le magazine réalisait 2 ou 3 guides de jeu.
- Tips : les astuces de la hotline Nintendo délivrées par Toad.
- Club Mario : c'était la rubrique des lecteurs. On y trouvait le courrier auquel Mario répondait, les tops et des concours.

### Nintendo le Magazine Officiel
- Actualités : toutes les news et previews du jeu vidéo Nintendo.
- Guides : situés au cœur du magazine, il y en avait 3 à 4 par numéro. Leur nombre diminua au cours des numéros jusqu'à disparaître complètement du magazine (un supplément était parfois offert).
- Dossiers Spéciaux : en remplacement des guides, il pouvait s'agir de dossier test, de dossier sur un jeu allant bientôt sortir ou autres choses.
- Contacts : la rubrique des lecteurs avec courrier, astuces, tops lecteurs, concours.
- Tests : le magazine testait les jeux des consoles Nintendo et des accessoires.